# Bandelier nationalmonument

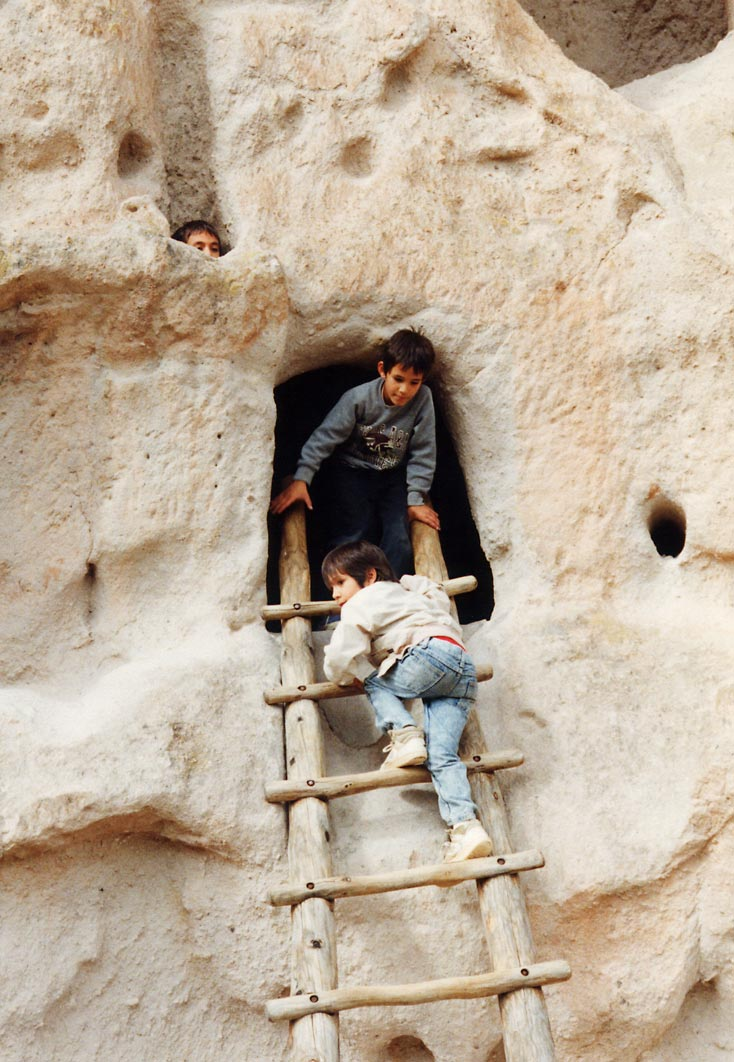
Bandelier nationalmonument

Bandelier nationalmonument ligger i delstaten New Mexico i USA. Runt år 1150 högg puebloindianer ut bostäder åt i bergväggen. Kring 1550 övergavs boningarna, men de finns att beskåda än idag. 